# Evangelische Kirche (Zotzenbach)

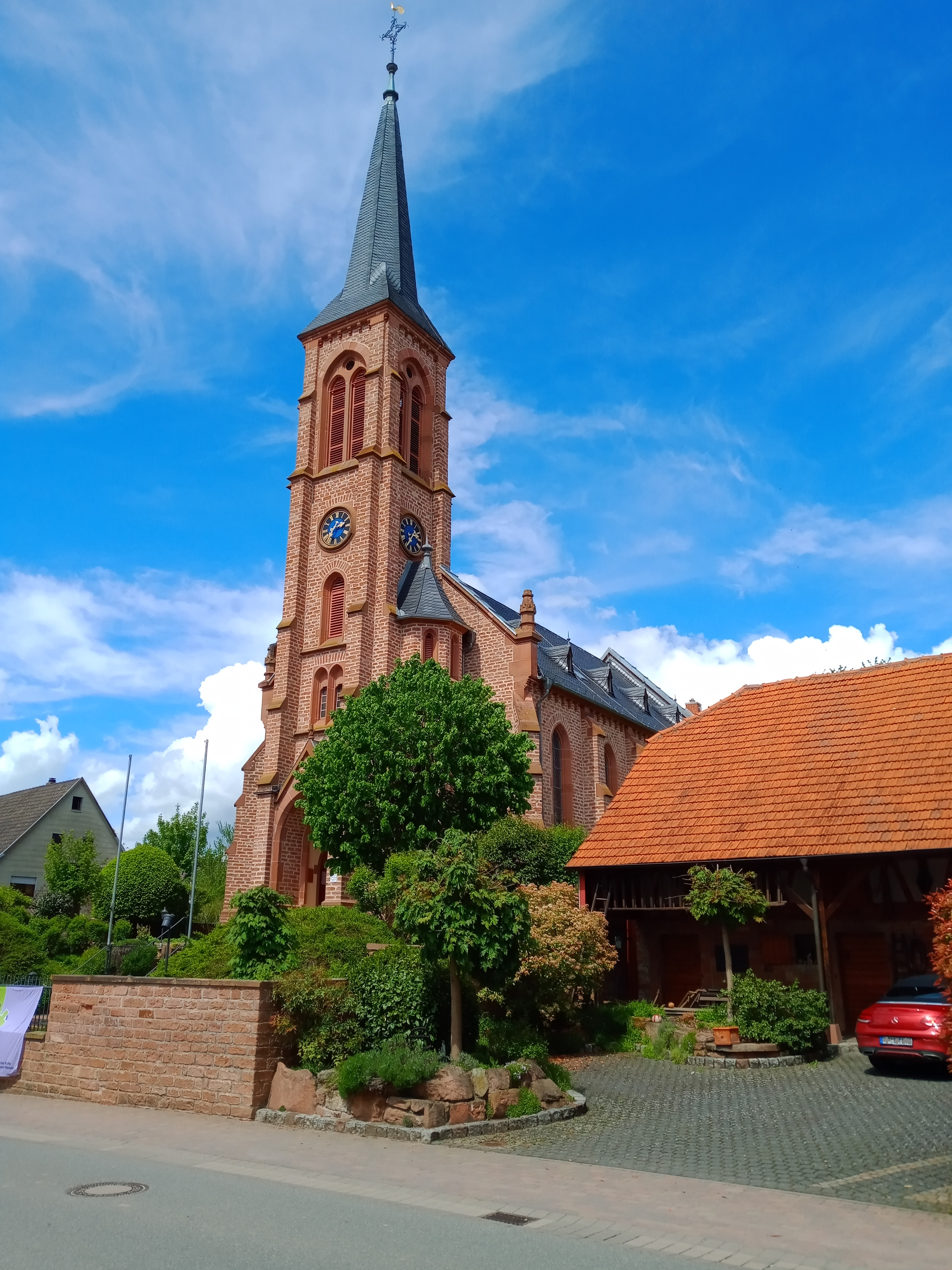
Evangelische Kirche Zotzenbach

Die Evangelische Kirche Zotzenbach ist ein denkmalgeschütztes Kirchengebäude, das in Zotzenbach steht, einem Ortsteil der Gemeinde Rimbach im Landkreis Bergstraße in Hessen. Die Kirchengemeinde gehört zum Dekanat Bergstraße in der Propstei Starkenburg der Evangelischen Kirche in Hessen und Nassau.

## Geschichte und Beschreibung des Kirchengebäudes
Die neugotische Saalkirche aus Odenwälder Buntsandstein wurde 1874 bis 1877 nach einem Entwurf von Philipp Johann Berdellé gebaut. Sie erfüllt in ihrem Entwurf sehr genau die Vorgaben des damalig geltenden Eisenacher Regulativs, einer möglichst geosteten Hallenkirche im neugotische Stil, mit gesondert angebautem Chorraum im Osten und dem Eingang, nebst Empore und Turm im Westen. Am 10. April 1874 wurde der erste Spatenstich zum Bau der Kirche vollzogen. Am 24. Juni desselben Jahres fand die Grundsteinlegung statt. Nachdem die Gemeinde gehofft hatte, die Kirche im Jahr 1876 einzuweihen, fand die Kirchweihe nach einigen Verzögerungen am 6. Mai 1877 statt.
Der mit einem achtseitigen, schiefergedeckten, spitzen Helm bedeckte Fassadenturm steht im Südwesten des mit einem Satteldach mit Dachgauben bedeckten Kirchenschiffs, der Chor mit Rechteck-Abschluss im Nordosten. Die Wände werden von Strebepfeilern gestützt. Das Kirchenschiff ist innen mit einer reich profilierten, flachen Holzdecke versehen, während der Chor über ein historisch bemaltes Kreuzgratgewölbe verfügt.
Von den drei 1876 beschafften Kirchenglocken mussten im Zweiten Weltkrieg zwei abgeliefert werden, die erst 1950 ersetzt wurden. Das Geläut erklingt noch im Originalton eines Dreiklangs in Fis-Dur.
Die 1878 von Rothermel & Sohn gebaute Orgel, die auf der Empore über dem Eingang steht, hatte elf Register, ein Manual und ein Pedal. Sie wurde 1978 durch eine Orgel mit 15 Registern, zwei Manualen und einem Pedal der Giengener Orgelmanufaktur Gebr. Link ersetzt.

## Geschichte der Kirchengemeinde
Zotzenbach ist seit der Reformationszeit evangelisch geprägt und gehörte früher zum Kirchspiel Rimbach. Um 1544 wurden die Zotzenbacher „von der Morlenpacher Abgötterey gehen Rimpach gezogen“. Mit der Erlaubnis einer Anlage eines eigenen Friedhofs im Gelände hinter der alten Schule (später Rathaus) im Jahr 1860 machten die Zotzenbacher Gläubigen einen ersten Schritt in Richtung einer Trennung vom Kirchspiel Rimbach. Nach einer Vakanz nach dem Tode Pfarrer Kritzlers in Rimbach im Jahr 1862 gab es zähe Verhandlungen bezüglich der Besetzung der Pfarrstelle, die damit endeten, dass Zotzenbach eine eigene Pfarrstelle zugestanden wurde. Die Zotzenbacher boten an, aus Gemeindemitteln eine Kirche zu bauen. Aber erst 1870 konkretisierten sich die Pläne für den Bau einer Kirche und des Pfarrhauses. Am 10. April 1874 wurde der erste Spatenstich vollzogen, am 24. Juni folgte dann die Grundsteinlegung für beide Gebäude. Diese wurden 1877 vollendet, am 6. Mai 1877 wurde die Kirche eingeweiht. Seit dieser Zeit ist Zotzenbach eine selbständige Kirchengemeinde und hat heute ca. 900 Gemeindeglieder. Die Versorgung der Gläubigen wurde in den ersten Jahren von den Rimbacher und Fürther Pfarrern übernommen, da noch kein Geistlicher für Zotzenbach eingesetzt war.

### Trennung von der Rimbacher Kirchengemeinde
Erst am 16. März 1883 wird die definitive Trennung von der Rimbacher Kirchengemeinde besiegelt. Am 26. November 1905 (Totensonntag) wird der neu angelegte Friedhof eingeweiht, der alte musste aufgegeben werden, um die Brunnen im Dorf zu schützen. Im Jahr 1910 wird das Pfarrhaus an die in diesem Jahr fertiggestellte Wasserversorgung angeschlossen. 1913 stiftet Kirchenpatron Fürst Alexander zu Erbach-Schönberg der Gemeinde ein Kruzifix und zwei Altarleuchter. Am 5. Januar 1914 wird der „Evangelische Kirchengesangverein Zotzenbach“ ins Leben gerufen. Am 1. Weihnachtstag 1926 erstrahlt die Evangelische Kirche zum ersten Mal unter elektrischem Licht.

### Zeit des Nationalsozialismus
1933 gründet sich eine dem Nationalsozialismus zugeneigte Ortsgruppe Zotzenbach der Deutschen Christen. Am 12./13. März 1942 werden die Glocken „Glaube“ und „Liebe“ als Rüstungsgut nach Bremen abtransportiert. Die Glocke „Glaube“ stürzt ab und erhält einen großen Sprung. Gesims und Kirchentreppe wurden erheblich beschädigt. Ein Nachbarsjunge bewahrt einen Splitter der Glocke auf und überreicht ihn in einen Holzrahmen eingefasst der Kirchengemeinde 2012 zum 70. Jahrestag des Glockenabtransports. Am 18. November 1943 wird das Chorfenster der Kirche durch eine in der Nähe des Bahnhofs niedergegangene Sprengbombe beschädigt. 1951 erhält die Gemeinde ein neues Chorfenster, erstellt vom Heppenheimer Kunstmaler Hans Kohl. Das Kirchenfenster wird am 11. Februar 1951 enthüllt.

### Nachkriegszeit
1948 werden sechs Gemälde durch den Heppenheimer Kunstmaler Hans Kohl in der Kirche erstellt. Sie sind noch heute sichtbar und zeigen Begebenheiten und Gleichnisse aus dem Leben Jesu. 1957 plant der Kirchenvorstand den Bau eines Gemeindehauses für den Kindergarten und kirchliche Gemeindearbeit. Dieses wird 1959 gebaut und am 30. Oktober 1960 eingeweiht. 1972 wird die neue Friedhofskapelle eingeweiht. 1977 feiert die Kirchengemeinde ihr 100-jähriges Bestehen. Am 16. Und 17. Juli wird dies ausgiebig gefeiert.
1991 wird das neue Gemeindehaus neben dem Friedhof eingeweiht. Von 2009 bis 2013 wurde die Kirche renoviert – das Kirchendach wurde neu eingedeckt, die Außenfassade restauriert. Hierfür brachte die Kirchengemeinde ca. 150.000 € Eigenmittel auf, darunter viele Spenden von Gemeindegliedern. Das Pfarrhaus wurde 2007/8 saniert; denn wenn auch die Pfarrstelle einen 50-%-Anteil in der Nachbargemeinde Rimbach hat, ist es doch dem Kirchenvorstand ein wichtiges Anliegen, dass der Pfarrer vor Ort wohnt.

## Glocken
Bereits am 6. Februar 1876 wurden die drei Glocken „Glaube“, „Hoffnung“ und „Liebe“ der evangelischen Kirche Zotzenbach geweiht. Im Zweiten Weltkrieg mussten „Glaube“ und „Liebe“ ausgebaut und als Rüstungsgut abgegeben werden. Dabei stürzte „Glaube“ ab und erhielt einen großen Sprung, Gesims und Kirchentreppe wurden erheblich beschädigt. Im April 1950 wurden die beiden verlorenen Glocken ersetzt. Ein elektrisches Läutewerk wurde 1953 eingebaut (von Pfr. Hermann Birschel).
Das Geläut der Glocken kann im Internet abgerufen werden.

## Orgel
Mit dem Bau der Kirche wurde auch eine Orgel für die Evangelische Kirche Zotzenbach gewünscht und zeitnah bestellt. Den Auftrag zum Bau der Orgel erhielt der damalige Hoforgelbaumeister Georg Christian Rothermel aus Zwingenberg/Bergstr. Passend zum Inneren und Äußeren der Kirche wurde das Orgelwerk in einem neogotischen Gehäuse auf der Westempore aufgestellt. Der Spieltisch stand vor der Orgel, direkt an der Emporenbrüstung mit Blick in die Kirche hinein und verfügte über ein Manual (Klaviatur) und Pedal. Die Orgel besitzt eine reizvolle, romantische Disposition.
Exakt 100 Jahre nach ihrer Weihe wurde die Orgel durch ein größeres, klangkräftigeres Werk der Giengener Orgelmanufaktur Gebr. Link aus Giengen a.d. Brenz ersetzt. Allerdings wiederum im denkmalgeschützten Gehäuse und mit dem denkmalgeschützten Prospekt der Vorgängerin. Die feierliche Weihe der neuen, sehr klangschönen Orgel fand am 28. Mai 1978 statt. Die Alte Orgel wurde als erhaltenswertes Denkmal in die Obhut der EKHN gegeben und warte seitdem, dass sie aus ihrem Dornröschenschlaf erweckt wird, um ihre Zuhörer erneut durch ihren (für uns heute) außergewöhnlichen Klang erfreuen zu können.

## Pfarrer
Am 10. Mai 1881 wird der erste Pfarrer Friedrich H. W. Seeger eingesetzt. Er starb mit nur 51 Jahren am 27. März 1882. Mit der Verabschiedung des Teilungsplans mit der Gemeinde Rimbach am 16. März 1883 wurde Zotzenbach eine eigenständige Kirchengemeinde.
Nach zwischenzeitlicher Vakanz wurde 1884 Hermann Stromberger Pfarrer in Zotzenbach.

### Weitere Pfarrer in Zotzenbach
- 1913–1945 Pfarrer Karl Simon
- 1945–1959 Pfarrer Heinrich Gebhard
- 1960–1972 Pfarrer Heinrich Trautmann (Dekan)
- 1973–1986 Pfarrer Gerhard May
- 1986–1990 Pfarrer Adam Herbert
- 1991–2008 Pfarrer Kay Wick
- 2008–2019 Pfarrer Hermann Birschel (stellvertretender Dekan)
- April 2019–2024 Pfarrer Daniel Fritz